# Inverclyde
A Área de Conselho (ou Council Area) de Inverclyde (em gaélico escocês, Inbhir Chluaidh), é uma das 32 novas subdivisões administrativas da Escócia e faz fronteira: com Renfrewshire a leste, North Ayrshire a sul e é banhado pelo Firth of Clyde no resto de sua fronteira.
Esta Council Area, junto com as demais, foi criada em 1996 sob a antiga região de Strathclyde. Antes de 1975 a área estava divida no condado de Renfrewshire, que compreendia os burghs de Greenock, Port Glasgow e Gourock, e outros 5 distritos de Renfrewshire.
Esta é uma das menores Autoridades unitárias da Escócia em área (29ª) e em população (27ª).
O nome Inverclyde é derivado da extinta baronia de Inverclyde (1897) conferido a Sir John Burns de Wemyss Bay e seus herdeiros.

## Cidades e aldeias
- Gourock
- Greenock
- Inverkip
- Kilmacolm
- Port Glasgow
- Wemyss Bay

## Lugares de interesse
- Loch Thom
- Lunderston Bay

### Fotografias de Inverclyde
- Port Glasgow
- Greenock
- Gourock
- Inverclyde Waterfront (Port Glasgow

### Governamental
- Inverclyde Council website
- Inverclyde Tourist Group